# スナイフェルスヨークトル
座標: 北緯64度48分 西経23度47分 / 北緯64.800度 西経23.783度

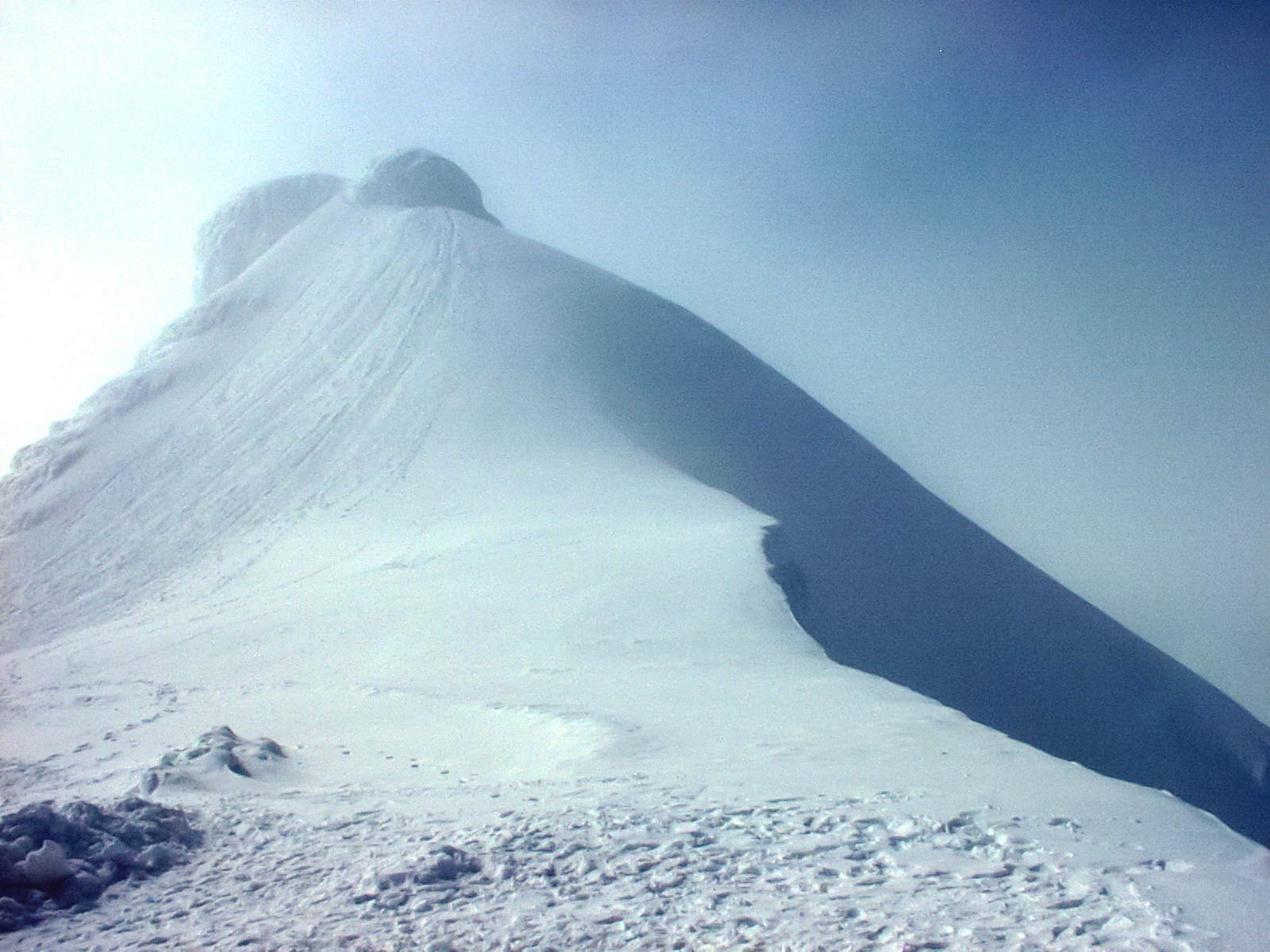
スナイフェルスヨークトル山頂

スナイフェルスヨークトル (Snæfellsjökull) (アイスランド語で「雪の山の氷河」の意、英語にすると"snow-fells glacier" または "snow-mountains glacier") はアイスランド西部のスナイフェルス半島にある成層火山である。山頂から氷河があるという特徴がある。その名前は本来「スナイフェル (Snæfell)」であるが、同名の山が他に2つあるため、区別するためにスナイフェルスヨークトルと呼ばれている。スナイフェルス半島の西端にあり、天候がよければ、ファクサ湾をはさんで120km離れたレイキャヴィークからも見えることができる。
スナイフェルスヨークトルはアイスランドでもっとも良く知られている観光の名所であり、ジュール・ヴェルヌの小説「地底旅行」(1864年) に登場したことでも知られている。この作品では、主人公が地球の中心の地下への入り口をこの山で見つけることになっている。
スナイフェルスヨークトルの周辺一帯は「スナイフェルスヨークトル国立公園 (Þjóðgarðurinn Snæfellsjökull)」として管理されている。

## 地質学的な特徴
スナイフェルスヨークトル周辺では、大きな火山は成層火山であるスナイフェルスヨークトルだけだが、その他に小さな火山体が多く見られる。火山活動によって形成された地形としては、標高の高いところでは無色鉱物など、低いところでは玄武岩の溶岩による地形が見られる。完新世には山頂の火口で噴火が起き、無色鉱物が多く噴出したと考えられている。西暦200年をはさんだ前後150年の間に最後の噴火があって、それ以来休止状態である。最後の噴火は山頂の火口で起きたブルカノ式噴火形式で、0.11立方キロメートルの噴出物があり、溶岩もあったと考えられている。
スナイフェルスヨークトル国立公園は、海岸線を含む国立公園としてはアイスランドで唯一である。面積は 170 km² で、南はダグヴェルザラ (Dagverðará) 地方のハアフラウン (Háahraun) から北はグフスカラル (Gufuskálar) にいたるまで広がっている。海岸では、多くの野鳥が産卵期には見られる。海岸沿いの平地部は、近くの河口から噴出、あるいは氷河で削り取られてきた溶岩で覆われている。溶岩はコケで覆われていることが多いが、洞窟状になっていて内部に多種多様な草木がびっしり生えた場所も多く見られる。公園内には、溶岩の流れた跡などの火山活動の形跡をよく観察できる遊歩道が整備されており、北部のエイスタインスダルル (Eysteinsdalur) 渓谷あたりまで、急峻な坂道などはなく、なだらかに歩けるようになっている。
スナイフェルス半島の地質は、各年代でのアイスランドの様子を反映している。公園一帯でもっともよく見られるような地形は、地質学的にはもっとも新しく、最後の氷河期頃に形成されたと考えられている。この地帯から北に向かって氷河のある辺りはバルザスキスタ (Bárðarkista) と呼ばれており、氷河の下、あるいは海面下での噴火で形成された凝灰岩のパラゴナイト (palagonite) であると考えられている。スヴァルスファ (Svalþúfa) 周辺が海底噴火の跡の東側、ロンドランガル (Lóndrangar) のあたりにプラッグがあると考えられている。
公園内では二種類の溶岩が観察される。一つは表面が粗いアア溶岩、もう一つは滑らかなパホイホイ溶岩である。溶岩のほとんどは山頂付近、あるいは他の火口から氷河によって運ばれてきたものであるが、その形状、性質は多様であり、洞窟が多く形成されている。国立公園は、そういった洞窟に入る際にはガイドを同伴するように勧告している。公園内の標高の低い場所にはプルクホラル (Purkhólar)、ホラホラル (Hólahólar)、サクスホラル (Saxhólar)、オンドヴェルザルネスホラル (Öndverðarneshólar) などの小さな火口があり、やはり一帯は溶岩に覆われている。

## 文化的歴史
スナイフェルスの登場するサガでは、「スナイフェルスのバザル」がもっともよく知られている。フォルニ・サクスホルの農場、ベルトフティル、イルスクブヂルなど、今から約1100年前にアイスランドで歴史が記録され始めた頃の遺跡がいくつかある。グフスカラルの近くには、詳細はまだ明らかになっていないが、500〜700年前のものと見られるドーム状の遺跡が多数見られ、これらはスカンジナビアで最古の漁業的な工業施設であると考えられている。あるいはかつてその周辺にいたアイルランドの僧が祈祷や瞑想に使った施設ではないかという説もある。
13世紀になると、漁業が盛んになり、氷河の周囲に住む人々が増えた。漁業が盛んになる時期には街の周囲の人口も大きくなり、それに合わせて西暦1200年ごろにイングヤルドスホル (Ingjaldshóll) 大きな教会が建てられた。またドリトヴィク (Dritvík) などの出漁しやすい場所には、漁業関連の施設も多く建設された。ドリトヴィクは当時、アイスランド最大の漁業拠点で、40〜60隻の漁船を擁し、400〜600人ほどが働いていた。19世紀になると漁業にも技術革新があり、スナイフェルス周辺での漁業は行われなくなった。
国立公園の近くにはヘリサンズル (Hellissandur)、リフ (Rif)、オラフスヴィク (Ólafsvík) などの村落がある。いずれも当時、漁業と商業の中心地であったが、今日でも漁業も社会活動も盛んである。

## ギャラリー

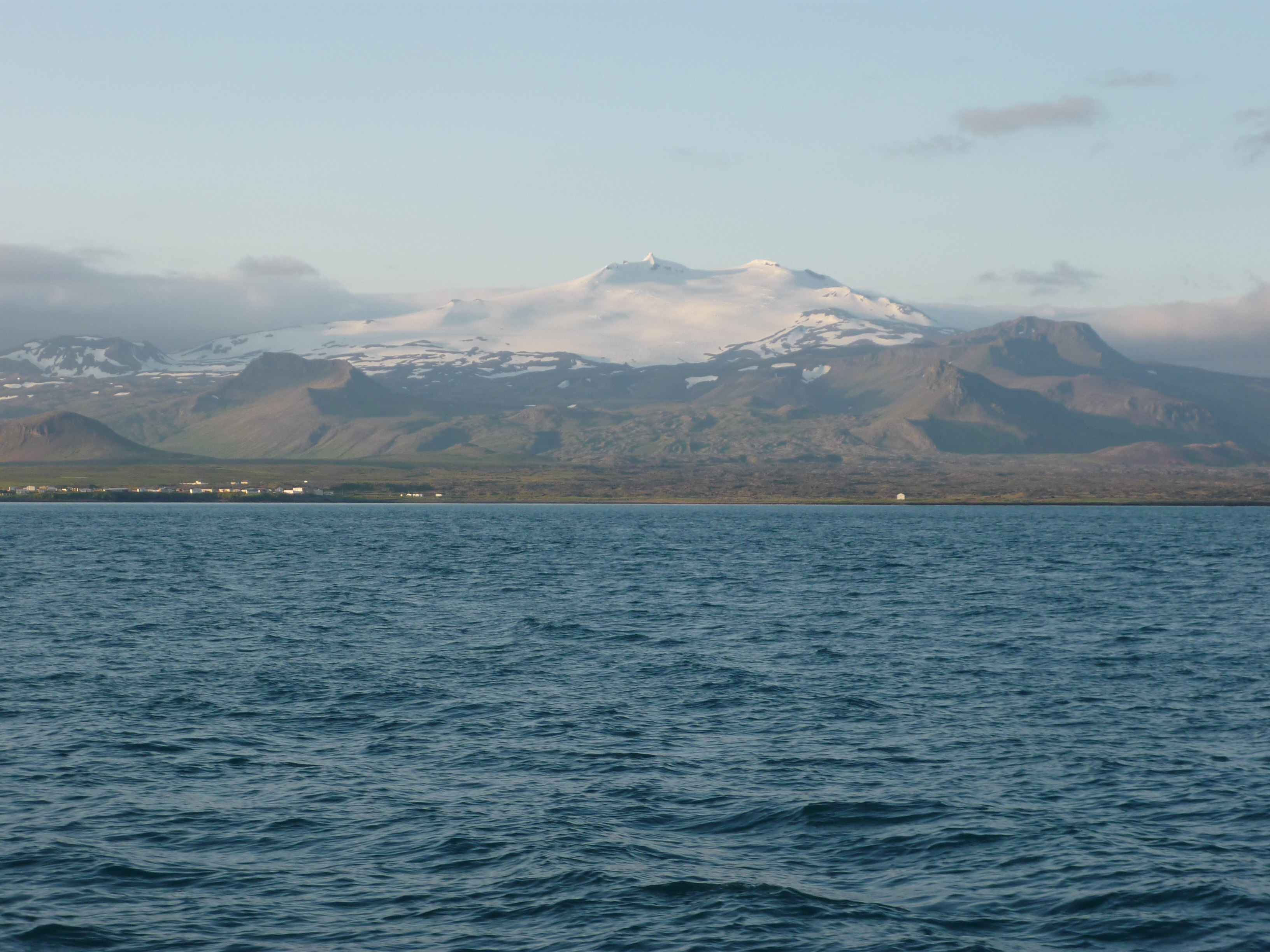
海から見たスナイフェルスヨークトル